# Parachanna insignis
Parachanna insignis är en fiskart som först beskrevs av Sauvage, 1884.  Parachanna insignis ingår i släktet Parachanna och familjen Channidae. IUCN kategoriserar arten globalt som livskraftig. Inga underarter finns listade i Catalogue of Life.